# Bataille de Gudumbali
Insurrection de Boko Haram
Batailles
La bataille de Gudumbali a lieu les 7 et 8 septembre 2018 pendant l'insurrection de Boko Haram.

## Déroulement
Le 7 septembre 2018 , les djihadistes de l'État islamique en Afrique de l'Ouest attaquent la ville et la base militaire de Gudumbali, près de Guzamala,. Les combats débutent dans la soirée, à 19h50, heure locale, et s'achèvent le lendemain dans la matinée. Les soldats nigérians battent en retraite et la ville, ainsi que la base militaire, tombent entièrement aux mains des djihadistes,. Les soldats et les civils s'enfuient vers Damasak ou Gajiram.
Les djihadistes pillent la base militaire et incendient quelques bâtiments, avant de se replier,. Les forces gouvernementales reprennent Gudumbali le 9 septembre, sans rencontrer de résistance,. 
Cette attaque intervient à un moment où les autorités nigérianes encourageaient les réfugiés de Maiduguri à regagner Guzamala, en affirmant que les insurgés de Boko Haram étaient défaits et la sécurité rétablie dans la région.

## Revendication
L'État islamique en Afrique de l'Ouest publie une vidéo le 15 janvier 2019 sur l'attaque de Gudumbali et celle de Jilli. Plus de 50 à 100 combattants rassemblés avant l'attaque y apparaissent, vêtus d'uniformes militaires et armés de fusils Type 56et de Zastava 21 S.

## Les pertes
Le 9 septembre, le porte-parole de l'armée nigériane, le général Texas Chukwu, déclare que le raid de Boko Haram à Gudumbali n'a fait aucune victime. Cependant l'AFP rapporte qu'au moins huit civils ont été tués d'après les déclarations d'un membre d'une milice locale. L'agence Reuters affirme également que 32 soldats ont été tués à Gudumbali, d'après les déclarations de sources militaires et de sécurité. 